# Corytoplectus riceanus
Corytoplectus riceanus är en tvåhjärtbladig växtart som först beskrevs av Henry Hurd Rusby, och fick sitt nu gällande namn av Wiehler. Corytoplectus riceanus ingår i släktet Corytoplectus och familjen Gesneriaceae. Inga underarter finns listade i Catalogue of Life.